# Raymond Barre

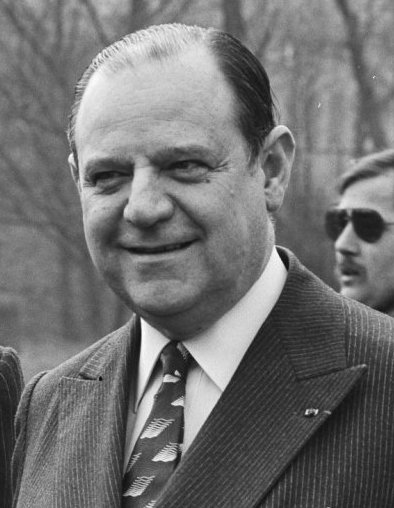
Raymond Barre (1980)

Raymond Barre (* 12. April 1924 in Saint-Denis auf Réunion; † 25. August 2007 in Paris) war ein französischer parteiloser Politiker und Wirtschaftswissenschaftler. Von 1976 bis 1981 war er französischer Premierminister unter Staatspräsident Valéry Giscard d’Estaing, von 1976 bis 1978 zusätzlich Wirtschafts- und Finanzminister. Zuvor war Barre von 1967 bis 1973 EG-Kommissar für Wirtschaft und Finanzen sowie Vizepräsident der Europäischen Kommission. Von 1995 bis 2001 war er Bürgermeister von Lyon.

## Leben

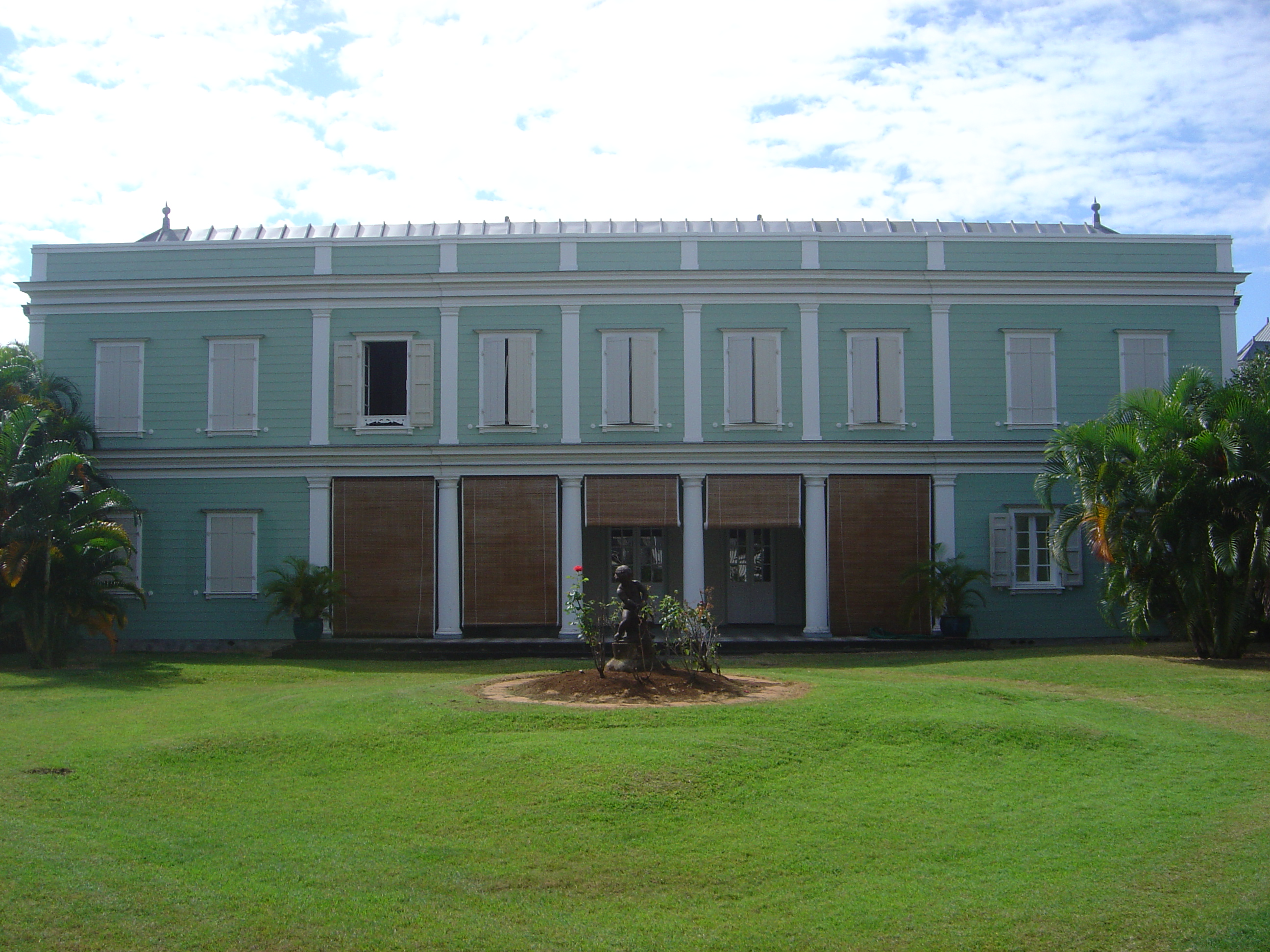
Villa Déramond, Raymond Barres Geburtshaus auf Réunion

Raymond Barre wurde als Sohn eines Kaufmanns auf der französischen Insel Réunion im Indischen Ozean in der Villa Déramond geboren, wo er auch seine Jugend bis auf eine Unterbrechung von wenigen Monaten im Jahr 1934 verlebte. Er besuchte zunächst dieselbe Grundschule wie der Journalist und Politiker Raymond Bourgine, bevor er auf das Lycée Leconte de Lisle wechselte. Dort war der spätere Rechtsanwalt Jacques Vergès sein Klassenkamerad. Anschließend wurde er in die École de droit de la Réunion aufgenommen. Im Alter von zwanzig Jahren konnte er nicht, wie in seiner Familie üblich, an der Universität Montpellier Medizin studieren, da er 1945 zu einem Artillerieregiment des Corps expéditionnaire français en Extrême-Orient in Madagaskar einberufen wurde.
Nach dem Ende des Zweiten Weltkrieges ging er Anfang 1946 nach Paris, wo er bis 1950 ein Zimmer in der Cité Internationale Universitaire de Paris mietete. Barre schloss 1948 sein Studium am Institut d’études politiques de Paris (Sciences Po) mit Diplom im Bereich Öffentlicher Dienst ab, im Jahr darauf promovierte er an der Universität von Paris (Sorbonne) zum Thema La Période dans l'analyse économique. Une approche de l'étude du temps. 1950 erhielt er die Agrégation (Lehrbefugnis für höhere Schulen) in Recht und Wirtschaftswissenschaften und wurde noch im selben Jahr, mit nur 26 Jahren, Hochschullehrer an der Universität Caen. Von 1951 bis 1954 lehrte er am Institut des hautes études in Tunis, Tunesien war damals noch französisches Protektorat. Anschließend kehrte er nach Caen zurück, wo er eine ordentliche Professur erhielt. 1958 wurde er Direktor des Dienstes für Wirtschaftsforschung bei der Fondation nationale des sciences politiques (FNSP). Barre veröffentlichte 1959 ein Lehrbuch der politischen Ökonomie, das seither in 15 Auflagen erschien und in mehrere Sprachen übersetzt wurde.
Nach Ausrufung der Fünften Republik 1958 wurde Barre Büroleiter (directeur de cabinet) des gaullistischen Industrieministers Jean-Marcel Jeanneney. Parallel dazu war er ab 1961 Professor für Ökonomie an der Sciences Po. Mit Jeanneneys Ausscheiden aus dem Amt 1962 verließ auch Barre das Ministerium, im Jahr darauf erhielt er den Lehrstuhl für politische Ökonomie an der Pariser Rechtsfakultät. 1966 wurde er in den Beirat des Zentrums für Einkommens- und Kostenstudien im Commissariat général du Plan berufen.
Im Jahre 1967 wurde er von Charles de Gaulle in die Europäische Kommission entsandt, wo er Vizepräsident wurde. Diese Position, in der er für Wirtschaft und Finanzen verantwortlich war, hatte er bis 1973 in den Kommissionen Rey, Malfatti und Mansholt inne. Barre gehörte 1971 zu den Initiatoren des Weltwirtschaftsforums in Davos. Anfang 1973 wurde er in den Generalrat der französischen Zentralbank Banque de France berufen. Zwischen 1973 und 1976 saß er zudem als Gründungspräsident der International Association for the Study of Insurance Economics vor. Ihm wurde 1975 der Vorsitz einer Studienkommission für eine Reform der Wohnraumfinanzierung übertragen.
Aus seiner 1954 geschlossenen Ehe mit der aus ungarisch-jüdischer Familie stammenden Éva Hegedűs gingen die beiden Söhne Olivier (* 1955) und Nicolas (* 1961) hervor.
Raymond Barre starb am 25. August 2007 im Alter von 83 Jahren im Militärkrankenhaus Val-de-Grâce in Paris und wurde auf dem Cimetière du Montparnasse bestattet.

## Minister und Regierungschef (1976–1981)
Während der Präsidentschaft von Valéry Giscard d’Estaing war der Parteilose Raymond Barre von Januar bis August 1976 Minister für Außenhandel im Kabinett des Premierministers Jacques Chirac.
Giscard ernannte Barre nach der Entlassung Chiracs im März 1976 selbst zum Premierminister Frankreichs. Er sah sich, in seiner zusätzlichen Funktion als Wirtschafts- und Finanzminister (1976–1978), wegen hoher Arbeitslosigkeit und Inflation zu einer strengen Sparpolitik gezwungen. Er musste mit den Folgen des Ölpreisschocks, einer Abwertung des französischen Franc und einer zweistelligen Inflation fertigwerden. Trotz dieser Maßnahmen konnte er weder die Arbeitslosigkeit noch die Inflation senken. Bei der Parlamentswahl 1978 schlossen sich die Parteien, die die Präsidentschaft Giscard d’Estaings unterstützten, zur Union pour la démocratie française (UDF) zusammen, der Barre fortan nahestand, ohne jedoch formal Parteimitglied zu sein. Er gewann auch das Abgeordnetenmandat im 4. Wahlkreis des Départements Rhône, auf das er jedoch verzichtete, da es nicht mit einem Regierungsamt vereinbar war. Unbeirrt übte er das Amt fast fünf Jahre lang aus, bis Giscard d’Estaing als Staatspräsident 1981 seinem sozialistischen Nachfolger François Mitterrand weichen musste.

## Weitere Ämter (1981–2002)

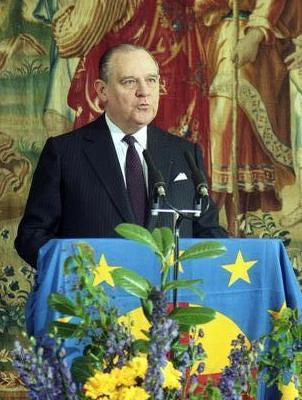
Barre bei der Verleihung des Coudenhove-Kalergi-Preises an Helmut Kohl, 1991

Von 1981 bis 2002 vertrat Raymond Barre den 4. Wahlkreis des Départements Rhône in der Nationalversammlung. Dort war er Gast der UDF-Fraktion (bzw. in der Legislaturperiode 1988–93 der christdemokratischen Union du centre, UDC) sowie ab 1986 Mitglied des Ausschusses für auswärtige Angelegenheiten. Bei der Präsidentschaftswahl in Frankreich 1988 war er Kandidat der Mitte-rechts-Partei UDF, ohne jedoch deren Mitglied zu sein. Mit 16,5 % der Stimmen schied er als Drittplatzierter hinter François Mitterrand und Jacques Chirac im ersten Wahlgang aus.
Nach einem Finanzskandal seitens der Lyoner Stadtverwaltung trat der bisherige Bürgermeister Michel Noir (RPR) im Juni 1995 nicht zur Wiederwahl an. Barre wurde Kandidat des Mitte-rechts-Lagers aus UDF und RPR und gewann die Wahl zum Bürgermeister der drittgrößten Stadt des Landes. Lyon war 1996 auf Barres Initiative Gastgeber des G7-Gipfels. Als Bürgermeister weihte er im Jahr 2000 die neue Straßenbahn Lyon ein. Bei der Kommunalwahl 2001 trat er nicht mehr an, die Linke gewann und der Sozialist Gérard Collomb wurde zu Barres Nachfolger gewählt.

## Vorwurf des Antisemitismus
Als am 3. Oktober 1980 eine Bombe vor der Synagoge der Rue Copernic explodierte, beklagte Barre als Premierminister die Todesopfer des Attentats, das statt der beabsichtigten Juden in der Synagoge „unschuldige Franzosen“ auf der Straße davor getroffen habe. Diese Formulierung stieß auf Kritik, da sie suggerierte, dass Juden keine unschuldigen Franzosen seien. Daraufhin stellte er vor der Nationalversammlung klar, dass den „jüdischen Mitbürgern […] das Mitgefühl der gesamten Nation“ gelte. Barres Kabinett gehörte als Haushaltsminister von 1978 bis 1981 Maurice Papon an, der während des Zweiten Weltkriegs mit den deutschen Besatzern kollaboriert und an der Deportation von Juden in die Vernichtungslager mitgewirkt hatte. Als dieser 1997/98 trotz aller gegenteiligen Bemühungen der französischen Elite vor Gericht kam, betonte der mit einer Jüdin verheiratete Raymond Barre dessen „Anständigkeit“.
Aufsehen erregte er Anfang März 2007, als er in einer Radiosendung auf France Culture den kurz zuvor verstorbenen Maurice Papon sowie den Rechtsextremen Bruno Gollnisch von der Front National in Schutz nahm, der wegen relativierender Äußerungen zum Holocaust verurteilt worden war. Mit seiner missverständlichen Äußerung zum Bombenanschlag in der Rue Copernic 1980 konfrontiert, warf Barre einer angeblich „am meisten mit der Linken verbundenen jüdischen Lobby“ vor, „unwürdige Operationen zu inszenieren“.
Der Dachverband jüdischer Organisationen CRIF wies Barres Äußerungen als skandalös zurück. Der UDF-Vorsitzende François Bayrou verurteilte seine Äußerungen, „die die Werte der Republik in Frage stellen“ als „schlicht und einfach inakzeptabel“. Regisseur Claude Lanzmann (Shoah) warf Barre im Blatt Libération vor, ein „Antisemit“ zu sein, „sich zum Herold dieser ekelhaften Leidenschaft zu machen, sie zu propagieren und sich dessen zu rühmen“. SOS Racisme forderte den Justizminister Pascal Clément auf, ein Verfahren gegen Barre einzuleiten. Auch die Französische Liga für Menschenrechte verurteilte Barres „entehrenden“ Worte. Barre konterte wiederum, dass es eine „Clique“ gebe, die ihn seit 1979 verfolge und versuche, ihn als Antisemiten darzustellen.

## Ehrungen
- Ehrendoktorate
  - Universität Ottawa
  - Johannes Gutenberg-Universität Mainz
  - Universität Barcelona
  - Universität Istanbul
  - Semmelweis-Universität
  - Universität Tokio
  - Universität Lissabon
- Ordre national du Mérite, Grand-Croix
- Mitglied des Club of Rome
- 2001 Mitglied der Académie des sciences morales et politiques
- 2004 wurde Barre mit dem Konrad-Adenauer-Preis der Stadt Köln ausgezeichnet.